# Laccolite

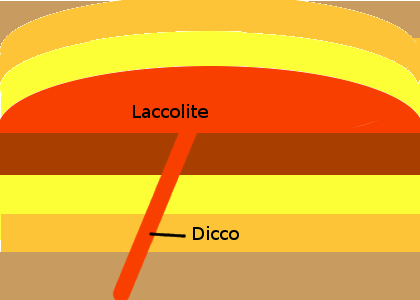
Laccolite che intrude in strati deformati.

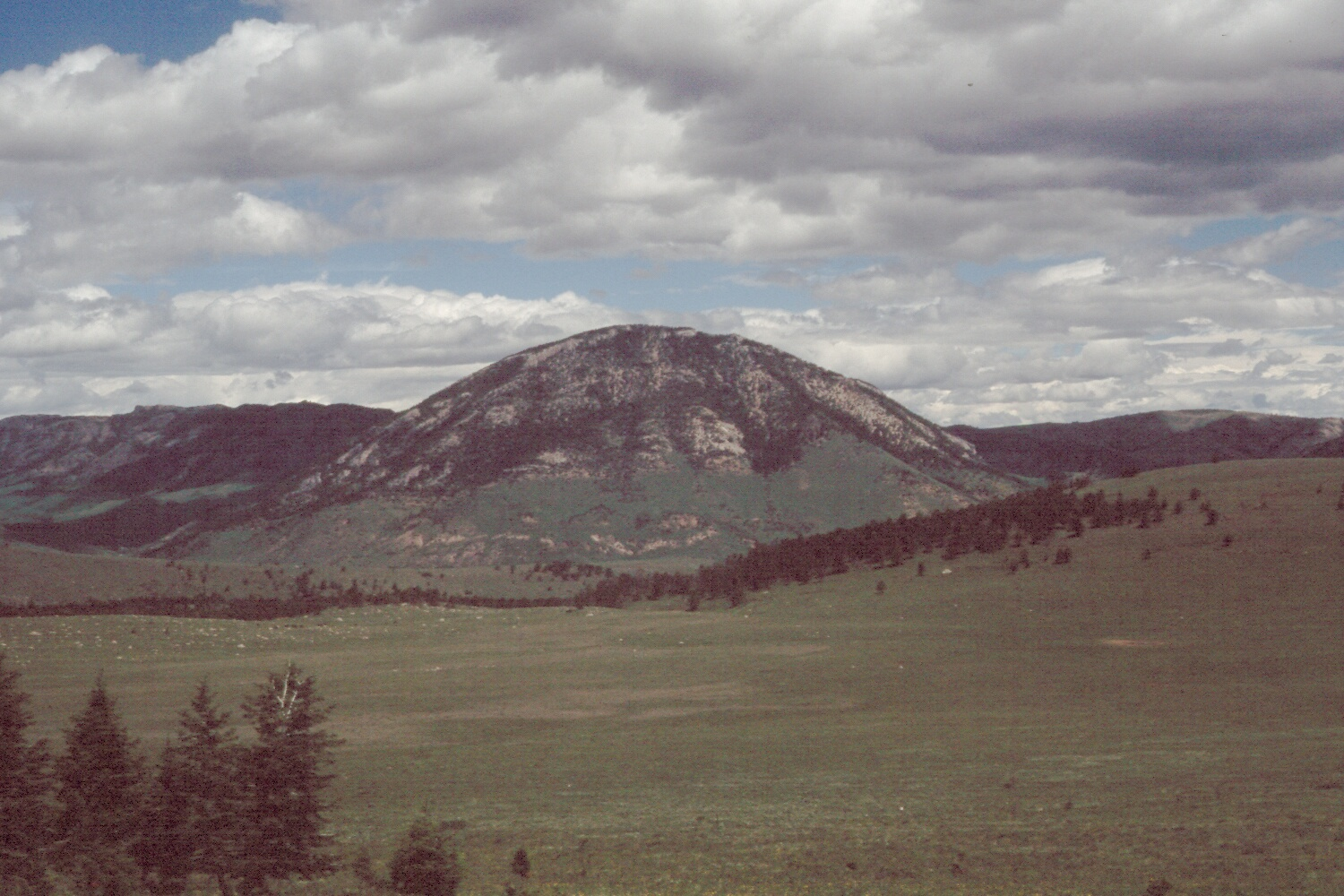
Esempio di laccolite esposta dall'erosione, Contea di Stillwater, Montana.

Il laccolite (dal greco lakkos "cavità" e lithos "roccia") è una massa rocciosa formata dall'intrusione di magma fra due strati di rocce sedimentarie. 

## Origine e sviluppo
Un laccolite si forma perché la pressione del magma è tale da riuscire a sollevare lo strato di roccia superiore mentre lo strato inferiore rimane pressoché orizzontale, dando luogo così alla tipica forma a cappella di fungo. Se la roccia ospitante è di tipo vulcanico, il laccolite viene considerato un cripto-duomo.
I laccoliti possono nel tempo anche dar luogo alla formazione di piccole colline o strutture montuose attorno a un picco centrale, perché la roccia di origine magmatica è in generale più resistente all'erosione della roccia sedimentaria in cui si sono intrusi, che quindi viene gradualmente erosa lasciando esposta la roccia ignea.
La crescita dei laccoliti può svilupparsi su periodi di tempo che vanno dai pochi mesi quando è collegata a un singolo evento intrusivo, fino a centinaia o migliaia di anni quando è collegata a una serie di impulsi magmatici multipli che si accumulano uno sopra l'altro deformando progressivamente la roccia ospitante.

## Formazione
I laccoliti tendono a formarsi a profondità relativamente modesta e possono essere formati da magma relativamente viscosi, come quelli che cristallizzano dando luogo alla formazione di diorite, granodiorite e granito. In quei casi in cui il raffreddamento sotterraneo avviene lentamente, c'è il tempo sufficiente a formare fenocristalli di grandi dimensioni. 
Se invece il magma è meno viscoso, come nel caso della shonkinite, si possono formare in profondità cristalli di augite; il magma poi viene iniettato lungo il canale verticale di un dicco andando alla fine a formare un laccolite.
Si ritiene che la torre del Diavolo nello stato del Wyoming (Stati Uniti d'America) sia il residuo di un antico laccolite il quale, a causa del lentissimo raffreddamento, ha dato origine alle colonne basaltiche a forma di matita che si vedono tuttora.